# Kynotus
Kynotus ist eine Gattung von im Erdboden lebenden, gegliederten Würmern aus der Ordnung der Wenigborster (Oligochaeta), die in ihrer Lebensweise den Regenwürmern ähneln und ausschließlich (endemisch) auf Madagaskar vorkommen. Es handelt sich um die einzige Gattung innerhalb der Familie Kynotidae, bislang wurden 20 Arten beschrieben.

## Merkmale
Die Arten der Gattung Kynotus werden sehr lang, die bislang längste bekannte Art ist Kynotus giganteus mit einer Lebendlänge von 135 bis 140 Zentimetern bei einem Durchmesser von 15 bis 25 Millimetern.
Der Körper der Würmer ist zylindrisch und sie besitzen ein ring- oder sattelförmiges Clitellum, wobei das sattelförmige Clitellum ein Juvenilmerkmal sein könnte. Die tubercula pubertatis fehlt, auch Dorsalporen sind nicht vorhanden. Die paarigen männlichen Geschlechtsporen befinden sich am 16. Segment, selten am 15. Segment, und liegen in Kopulationskissen, die erigiert hakenförmige Anhänge bilden und mit tubulären Borstendrüsen assoziiert sind. Die Spermatheken besitzen zahlreiche Poren vor dem Clitellum, die häufig nur undeutlich erkennbar sind. Weitere typische Merkmale betreffen die Ausbildung des muskulösen Oesophagus, zudem fehlt ein muskulöser Magen und Kalkdrüsen sind ebenfalls nicht vorhanden.

## Lebensweise und Verbreitung
Über die Lebensweise der Würmer der Gattung liegen keine Informationen vor. Die Tiere leben im Boden und ernähren sich wie andere Gruppen der Oligochaeten wahrscheinlich vom Detritus im Boden.
Die Gattung und damit auch die Familie kommt nur auf Madagaskar vor und ist damit endemisch in dem Inselstaat.

## Systematik
Die erste bekannte Art der Gattung wurde 1887 von dem deutschen Zoologen Konrad Keller als Geophagus darwini beschrieben, allerdings war der Gattungsname bereits bei der Buntbarschgattung Geophagus seit 1840 in Verwendung. Durch Michaelsen wurde entsprechend 1891 der Gattungsname Kynotus für die dann als Kynotus darwini benannte Typusart vergeben. Die Gattung wurde den Glossoscolecidae in der Unterfamilie Microchaetinae zugeordnet, 1971 wurde sie dann von Jamieson der eigenen Unterfamilie Kynotinae und 1980 der eigenen, monogenerischen Familie Kynotidae zugeordnet.
Innerhalb der Gattung Kynotus wurden bislang insgesamt 20 valide Arten beschrieben. Die folgende Liste enthält 18 Arten, die in der Earthworm species  database geslistet sind:
- Kynotus alaotranus Michaelsen, 1907
- Kynotus darwini (Keller, 1885)
- Kynotus distichotheca Michaelsen, 1895
- Kynotus giganteus Csuzdi, Razafindrakoto et Blanchart, 2011
- Kynotus kelleri Michaelsen, 1892
- Kynotus longus Michaelsen, 1891
- Kynotus friderici Michaelsen, 1931
- Kynotus michaelseni Rosa, 1892
- Kynotus minutus Csuzdi, Razafindrakoto et Blanchart, 2012
- Kynotus oswaldi Michaelsen, 1895
- Kynotus parvus Csuzdi, Razafindrakoto et Blanchart, 2012
- Kynotus pittarellii Cognetti de Martiis, 1906
- Kynotus proboscideus Csuzdi, Razafindrakoto et Blanchart, 2011
- Kynotus rosae Cognetti de Martiis, 1906
- Kynotus schistocephalus Michaelsen, 1897
- Kynotus sikorai Michaelsen, 1901
- Kynotus verticillatus (Perrier, 1872)
- Kynotus voeltzkowi Michaelsen, 1897

## Belege
1. ↑  Malalatiana Razafindrakoto, Csaba Csuzdi, Eric Blanchart: New and Little Known Giant Earthworms from Madagascar (Oligochaeta: Kynotidae). African Invertebrates 52 (2), 2011: S. 285–294. doi:10.5733/afin.052.0205
2. ↑  Csaba Csuzdi, Malalatiana Razafindrakoto, Eric Blanchart: New and little known earthworm species from Central Madagascar (Oligochaeta: Kynotidae). Zootaxa 3578, 2012: S. 36–42. Abstract
3. ↑  Csaba Csuzdi: Earthworm species. A searchable database. Abgerufen am 1. April 2015